# Dichroa schumanniana
Dichroa schumanniana är en hortensiaväxtart som beskrevs av Schlechter. Dichroa schumanniana ingår i släktet Dichroa och familjen hortensiaväxter. Inga underarter finns listade i Catalogue of Life.